# ایالات متحده آمریکا در طول جنگ استقلال ترکیه

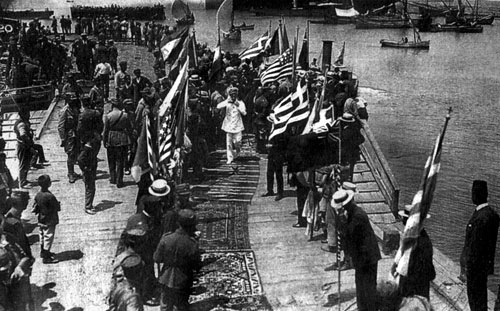
مراسمی در باندیرما با حضور پرچم‌های یونان و آمریکا (ژوئیه ۱۹۲۰)

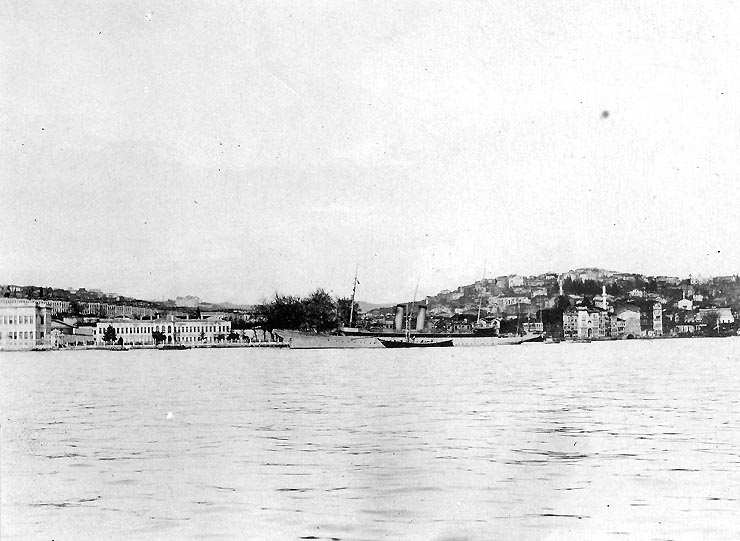
کشتی یواس‌اس دوما روبروی کاخ دلمه‌باغچه

در طول جنگ جهانی اول، امپراتوری عثمانی و ایالات متحده آمریکا در جناح‌های مخالف یکدیگر قرار داشتند، اما آنها هرگز رسماً به یکدیگر اعلان جنگ ندادند. با این حال، ناوهای آمریکایی [علیه نیروهای ترکیه] در طول نبرد گالیپولی، برای متفقین جنگ جهانی اول جهت حمل مهمات همکاری می‌کردند.
پس از جنگ جهانی اول، امپراتوری عثمانی شکست خورد و آتش‌بس مودروس به امضا رسید. متفقین می‌خواستند که استانبول، منطقه مرمره و ارمنستان بزرگ تحت کنترل نیروهای آمریکایی قرار گیرد. برخی از جوامع ترکیه‌ای حتی از ایده کنترل کامل آناتولی توسط ایالات متحده دفاع کردند.
گفته می‌شود که ایالات متحده در طول جنگ استقلال ترکیه به متفقین کمک کرده‌است. کمک‌های آمریکایی شامل پشتیبانی لجستیکی بود اما محدود به آن نبود. ناو جنگی USS Arizona و سه ناو آمریکایی دیگر در هنگام هجوم نیروهای یونانی در سمورنا از یونانیان محافظت کردند. در ۷ ژوئن ۱۹۲۲، ناوهای جنگی یونان (از جمله جورجیوس آروف) و ناوهای آمریکایی USS Sands ،یواس‌اس مک‌فارلند (دی‌دی-۲۳۷) و USS Sturtevant، شهر صامسون را بمباران کردند تا به شورشیان یونانی در منطقه کمک کنند. در نتیجه بمباران ۴ غیرنظامی ترکیه‌ای کشته و ۳ نفر زخمی شدند. بمباران همچنین خسارات گسترده‌ای را در شهر ایجاد و ده‌ها ساختمان را تخریب کرد.